# Gartenkulturpfad

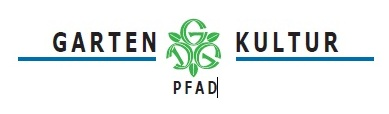

Ein Gartenkulturpfad ist ein in Städten und Gemeinden vorhandene gartenbauliches Angebot. Dabei werden private, kommunale, gesellschaftliche oder gewerbliche Angebote verknüpft und gemeinsam einem breiten Publikum bekannt und zugänglich gemacht. Die jeweilige Kommune streicht dabei die gärtnerischen Besonderheiten ihres Gemeinwesens heraus.

## Konzept und Durchführung
Die Idee wurde von der Deutschen Gartenbau-Gesellschaft 1822 e.V. (DGG) entwickelt und soll als wesentlicher Bestandteil des Lokalen Agenda 21-Projektes die im Bereich Garten engagierten Bürger, Verwaltungen, Organisationen und Unternehmen einer Kommune miteinander vernetzen und die bereits vorhandenen gartenbaulichen Angebote und Initiativen miteinander zu einem Gartenkulturpfad verknüpfen. Private Gärten und Parks sowie öffentliche Grünanlagen, auch Schulgärten und naturnah gestaltete Spielräume für Kinder, Freiflächen von Gärtnereien und Baumschulen, Erlebnisgärten von Natur- und Umweltschutz-Organisationen und ähnliche Standorte können dazugehören. Welche und wie viele Einzelstationen sich durch den lokalen Gartenkulturpfad zweckmäßig miteinander verbinden lassen, hängt letztendlich von den jeweiligen örtlichen Vorstellungen und Gegebenheiten ab. Jede Kommune kann und soll ihre ganz eigenen, den Umständen angepassten Schwerpunkte und Akzente setzen.
Neben dem Initiieren weiterer Aktivitäten, soll die Verknüpfung privater und öffentlicher grüner Oasen in Städten und Gemeinden zu einem Gartenkulturpfad auch neue Dimensionen gärtnerischen Informationsaustausches schaffen. So führt die Vernetzung zu einer neuen Zusammenarbeit von öffentlicher Hand und Bürgerschaft. Hobbygärtner können anderen Natur- und Pflanzenliebhabern nicht nur ihre Gärten zeigen, sondern auch ihre Kenntnisse und Erfahrungen weitergeben und Kleingartenvereine haben die Möglichkeit, ihre Arbeit zu präsentieren und neue Bürger zum Mitmachen oder Nachahmen zu animieren. Ein Gartenkulturpfad soll die Basis für eine neue Art der Kommunikation im Grünen schaffen und ein umweltbewusstes Gärtnern, das Mensch und Natur gleichermaßen zugutekommt fördern. Bei diesem Projekt kooperiert die DGG eng mit dem Gartennetz Deutschland e.V. und konnte bereits elf Gartenkulturpfade verwirklichen.

## Listung der Gartenkulturpfade
- Deutscher Gartenkulturpfad – Fulda (Hessen)[1]

Der erste Gartenkulturpfad wurde bereits im Jahr 2000 in Fulda von der DGG modellhaft und als Grundstein für ein langfristiges Garten-Agenda-Programm ins Leben gerufen. Aufbauend auf den hier gewonnenen, überaus positiven Erfahrungen strebte die DGG die bundesweite Einführung des Gartenkulturpfades an.
- Gartenkulturpfad – Bad Nauheim (Hessen)[2]
- Gartenkulturpfad – Berlin[3]
- Gartenkulturpfad – Großenhain (Sachsen)[4][5]
- Gartenkulturpfad – Lindau (Bayern)[6]
- Gartenkulturpfad – Luckau (Brandenburg)[7]
- Gartenkulturpfad – Neukölln (Berlin)[8]
- Gartenkulturpfad – Neuruppin (Brandenburg)
- Gartenkulturpfad – Potsdam (Brandenburg)[9]
- Gartenkulturpfad – Überlingen (Baden-Württemberg)[10]
- Gartenkulturpfad beiderseits der Neiße / Niederschlesien und Oberlausitz[11]

## Beitrag der DGG
Die Deutsche Gartenbau-Gesellschaft 1822 e.V. unterstützt Städte und Gemeinden beim Aufbau und der Vermarktung des Gartenkulturpfades. Ziel der DGG als Lizenzgeber ist es, durch ein zentrales Projekt Garten, Mensch, Natur und Umwelt miteinander in Einklang zu bringen, wobei die Bedeutung der Elemente Garten und Park für die Lebensqualität eines Einzelnen herausgestellt werden soll. Der Lizenzgeber möchte durch Anleitung, Unterstützung und Vermittlung dazu beitragen, dass insbesondere auf der Ebene von Städten und Gemeinden eine Vernetzung von Einzel-Engagements möglich und eine eigene Kommunikationsebene geschaffen wird. Für die Lizenz wird einmalig ein Beitrag in Höhe von 500 € erhoben; die Kommune ist damit fünf Jahre lang kostenfrei Mitglied der Deutschen Gartenbau-Gesellschaft 1822 e.V.